# محمد منصور (صحفي)
محمد منصور (ولد 1970 م) هو إعلامي وصحفي وناقد ومعد برامج تلفزيونية سوري.

## حياته ونشأته
مواليد دمشق 1970، إجازة في النقد والأدب المسرحي، المعهد العالي للفنون المسرحية بدمشق: 1992

## مسيرته
يعمل في الصحافة الثقافية والفنية منذ العام 1990.
أول عمل صحفي: محرر في مجلة فن ومجلة (الكفاح العربي) اللبنانيتين بين عامي (1990- 1994)
آخر عمل صحفي: يكتب زاوية أسبوعية في جريدة القدس العربي اللندنية منذ تشرين أول (أكتوبر) 2006

### نشاطه التلفزيوني
عمل في مجال إعداد البرامج التلفزيونية في التلفزيون السوري منذ العام (1992)
أعد برنامج (مجلة التلفزيون) في القناة الأولى في التلفزيون السوري بين أيلول (سبتمبر) 2000 وحزيران (يونيو) 2002
أعد مجموعة من البرامج الوثائقية: (تشرين في الذاكرة) عن حرب السادس من أكتوبر، وفيلم (يوسف العظمة: سيرة المجد والكبرياء). و(زهرة الجنوب) عن تجليات تحرير جنوب لبنان عام 2001
أعد عام 2005 برنامج منوعات يومي على الفضائية السورية بعنوان (أيامنا الحلوة) وقدم منه أكثر من سبعين حلقة.
أعد وكتب المادة الوثائقية للعديد من البرامج والندوات التلفزيونية عن الظاهرة الرحبانية، كفيلم (بعدك على بالي) الذي أنتجه التلفزيون السوري عام 1996 في الذكرى العاشرة لرحيل عن عاصي الرحباني، وسلسلة ندوات توثيقية تحليلية في ثلاثة أجزاء بعنوان: (المسرح الغنائي من القباني إلى الأخوين رحباني) قدمها الفنان دريد لحام وأنتجتها الفضائية السورية عام2004 وندوة عن (التجديد الغنائي بين سيد درويش وزياد الرحباني) 2004
كتب السيناريو والتعليق لفيلم (حسن نصر الله: ثوابت المقاومة أم متغيرات السياسة) الذي عرضته قناة الجزيرة القطرية، صيف 2006
كتب سيناريو ستة أفلام وثائقية عن شخصيات ومبدعين سعوديين، لصالح التلفزيون السعودي ضمن برنامج (أيام معهم) الذي أنتج عام 2005
ساهم كمعد في التغطية التلفزيونية الخاصة بموسم حج 1426- 2006 لصالح التلفزيون السعودي، ضمن فريق المنتج الأمريكي جيم ميللر. وعام 1428- 2007 ضمن فريق تلفزيون العاصمة المقدسة.
كتب السيناريو وأخرج برنامجاً توثيقياً في ثلاثين حلقة عن المواقع الأثرية والدينية في مكة المكرمة بعنوان: (معالم على الطريق) أنتج عام 2008
أعد وكتب السيناريو لبرنامج (نساء عصر النبوة) الذي أخرجه فراس قنوات، وعرض في موسم رمضان 2010

## مؤلفاته[2]
ثلاث مجموعات قصصية: (مشهد إضافي) 1996 (توت الشام) 1997 (سيرة العشاق) 1999
دراسة سياسية بعنوان: (الصندوق الأسود للديكتاتورية) دار كنعان- دمشق 2004
ثمانية كتب في النقد الفني هي: (الكوميديا في السينما العربية) وزارة الثقافة – دمشق 2003 (فيروز والفن الرحبـــاني) دار كنعان – دمشـق 2004 (القدس ذاكرة فنية عربية) الهيئة السورية العامة للكتاب- دمشق: 2009 (الخارطة الشعرية في الأغنية الرحبانية) دار ممدوح عدوان- دمشق: 2009 (أنطوني كوين ومصطفى العقاد: الممثل الأسطورة والمخرج المسكون بالتاريخ) وزارة الثقافة- دمشق 2010
وضمن سلسلة (الدراما التلفزيونية السورية: تاريخ وأعلام):
1- (علاء الدين كوكش: دراما التأسيس والتغيير) دار كنعان- دمشق 2009
2- (غسان جبري: دراما التأصيل الفني) دار كنعان- دمشق 2009
3- (بسام الملا: عاشق البيئة الدمشـقية) دار كنعان - دمشق 2009